# Rhodesiella grandis
Rhodesiella grandis är en tvåvingeart som först beskrevs av Curtis W. Sabrosky 1951.  Rhodesiella grandis ingår i släktet Rhodesiella och familjen fritflugor.
Artens utbredningsområde är Uganda. Inga underarter finns listade i Catalogue of Life.